# Hart Island
Ne doit pas être confondu avec Hard Island.
Hart Island est une île de New York, située dans la partie ouest du Long Island Sound, et dépendant de l'arrondissement du Bronx. D'une longueur de 1,6 km pour une largeur de 400 mètres, avec une superficie de 53,10 hectares, elle abrite le plus grand cimetière de la ville de New York.

## Description

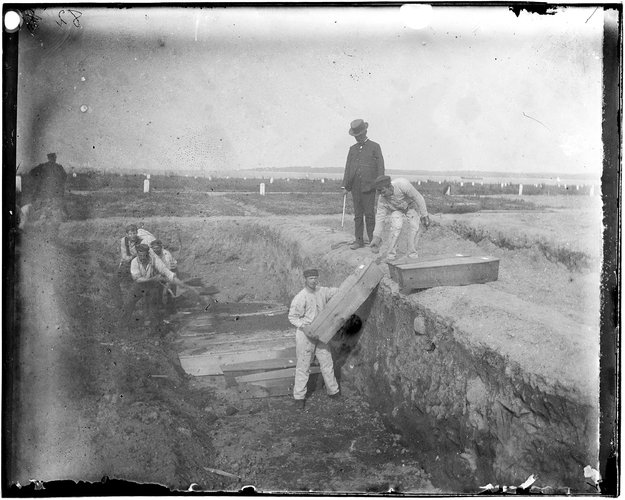
Une fosse commune sur Hart Island vers 1890.

Après avoir servi de camp de prisonniers de guerre pour les soldats confédérés (3 413 hommes y furent internés), Hart Island devient en 1869 un lieu de sépultures réservé aux indigents, aux SDF, aux enfants mort-nés et aux inconnus dont les corps n'ont pas été réclamés par les familles. Chaque année, 1 500 personnes sont encore enterrées quatre jours par semaine par les prisonniers du pénitencier de Rikers Island, situé à une douzaine de kilomètres à l'ouest. L'île est d'ailleurs administrée pour cette raison par le New York City Department of Correction (Département des prisons de New York),.
Les morts adultes sont enterrés dans des fosses communes de 21 m de long uniquement signalées par une simple borne blanche, parfois en plastique, contenant environ 150 corps. Les quelque 1 000 enfants sont inhumés dans des fosses séparées, dans de petits cercueils de pin marqués d’un simple numéro. On estime à un million le nombre de personnes enterrées sur l'île depuis 1869. Lors de la pandémie de Covid-19, les corps non réclamés sont de nouveau inhumés sur l’île.
Quelques rares personnalités sont enterrées à Hart Island, dont le réalisateur et scénariste Leo Birinski, la romancière Dawn Powell et l'acteur Bobby Driscoll.
Jusqu'en 2014, hormis quelques visites ponctuelles, l'administration pénitentiaire en interdisait l'accès pour des raisons de sécurité et en l'absence d'infrastructures d'accueil satisfaisantes (les quelques bâtiments qui s'y trouvent tombaient en ruine). Le seul embarcadère permettant d'accéder à Hart Island depuis l'île voisine de City Island est interdit au public (fermé par des grilles hérissées de barbelés). Néanmoins, afin d'en faciliter son accès, la ville de New York a déposé en septembre 2012 un projet de loi visant à faire passer l'île sous la juridiction du New York City Department of Parks and Recreation. Le 19 juillet 2015, des familles ont pu se rendre sur l'île afin de se recueillir sur les sépultures, à la suite d'une décision de justice et pourront désormais le faire tous les mois.
Hart Island a également abrité un hospice, une prison, un asile pour femmes, ainsi qu'une base de missiles anti-aériens MIM-3 Nike Ajax durant la guerre froide.

## Polémique deBone's beach
La montée des eaux et les tempêtes des dernières années ont gagné les côtes de l'île et fait remonter de nombreux ossements à la surface. L'artiste Melinda Hunt, qui mène un projet d'identification des corps sur Hart Island et a fondé le Hart Island Project en 1990, déclare : « Des squelettes entiers tombent en quelque sorte de la colline sur la plage puis sont emportés par la marée. » La zone s'est en effet érodée pendant des décennies en raison des tempêtes et des intempéries au point que, face à l'impact médiatique de cet incident, les responsables municipaux ont envoyé une équipe d'archéologues et de travailleurs inspecter le cimetière en ruine ; 174 os dont six crânes ont été enterrés à nouveau à l'issue de cette campagne. La FEMA (une agence fédérale de gestion des urgences) a donné 13 millions de dollars à la ville pour entreprendre des travaux,,.